# Temple Emanu-El (San Francisco)

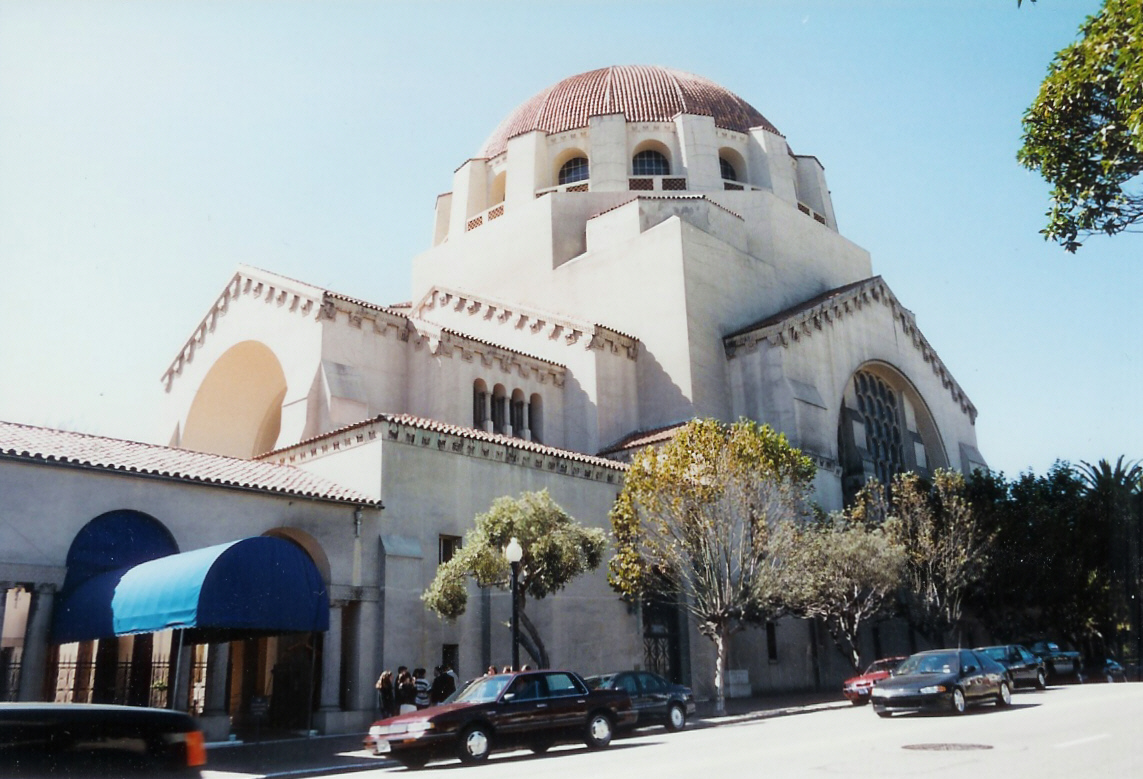
Synagoge (2 Lake Street, San Francisco)

Der Temple Emanu-El (hebräisch עִמָנו אֵל; dt. „Gott ist mit uns“) ist eine Synagoge an der Lake Street, Ecke Arguello Boulevard in San Franciscos Stadtteil Presidio Heights. Sie wurde 1926 nach Entwürfen des Architekten Arthur Brown Jr. der Firma Bakewell and Brown im Stil der Neobyzantinische Architektur erbaut. Bauherr war die jüdische Gemeinde Congregation Emanu-El. Der Vorgängerbau in der Sutter Street wurde beim Erdbeben von 1906 beschädigt, aber in reduzierter Form wieder aufgebaut.
Die Kuppel mit Terrakottaziegeln ist 45 Meter hoch und prägte damit lange Zeit das Stadtbild. Die Synagoge fasst bis zu 1700 Besucher. Der Bau ist von der Hagia Sophia inspiriert. Im Innenhof befindet sich ein Kreuzgang mit offenen Säulengängen.
1927 wurde der Bau vom American Institute of Architects als schönstes Bauwerk Nordkaliforniens ausgezeichnet.